# Burgstall Lichtenberg (Oberpfalz)
Der Burgstall Lichtenberg bezeichnet eine abgegangene Höhenburg im Ortsteil Lichtenberg bei 530 m ü. NN der Gemeinde Bernhardswald im oberpfälzischen Landkreis Regensburg in Bayern. Die Anlage wird als Bodendenkmal unter der Aktennummer  	D-3-6939-0019 im Bayernatlas als „mittelalterlicher Burgstall Lichtenberg mit der Kath. Nebenkirche St. Johannes d. Täufer“ geführt. 

## Geschichte
Der Landstrich, in dem Lichtenberg angesiedelt ist, gehörte zum Hochstift Regensburg. Dieses begann hier mit Rodungsarbeiten im Rahmen der hochstiftischen Forstregalien. Lichtenberg dürfte ein Rodungszentrum gewesen sein, auf dem das Hochstift die Ministerialenfamilie der Lichtenberger ansiedelte. Die Burg wurde um 1160 von den Herren von Lichtenberg erbaut.
1161 wird ein Hartwicus de Liehtenperck in einer Bischofsurkunde erwähnt. Bei einem Güterkauf des Klosters St. Emmeram taucht er zusammen mit seinen Brüdern Ortlieb und Perthold auf. Zusammen mit seinem gleichnamigen Sohn erscheint dieser Hartwicus auch als Zeuge in den Traditionen des Klosters Prüfening um 1180 und 1185; auch ein Friedericus de Liehtenperg tritt hier als Zeuge für Graf Gebhard von Sulzbach auf. Ein Ekko von Lihtenberch steht 1212 und 1242 an erster Stelle der Zeugen des Klosters Reichenbach. Bei den Lichtenbergern handelt es sich um Ministeriale des Hochstifts Regensburg. Ein Hermann von Lichtenberg, ministeriales Ratisponensis hat 1267 und von 1278 bis 1287 das Amt des Bürgermeisters von Regensburg bekleidet; deswegen musste er in Regensburg seinen Wohnsitz nehmen. In dieser Zeit erscheint Friedericus de Liehtenperg, der als fidelis des Bischofs Heinrich bezeichnet wird, auf der Burg Lichtenberg. Eine Lichtenbergerin namens Ryssa I. von Leuchtenberg erscheint gegen Ende des 13. Jahrhunderts als Äbtissin des Damenstifts Obermünster zu Regensburg.
1272 wird die Burg Lichtenberg (castrum Liehtenberch) vom Regensburger Bischof Leo Thundorfer an den Bayerischen  Herzog Ludwig abgetreten. Dabei und in Zukunft erscheint Hermannus de Liehtenberch unter den Schiedsleuten auf Seiten des Herzogs und auch in der Folgezeit scheinen die Lichtenberger an die Wittelsbacher gebunden zu sein. Allerdings stehen sie auch weiterhin in den Diensten  des Hochstifts, da ein Ulrich von Lichtenberg im Auftrag des Hochstifts die Pflege auf Burg Siegenstein übernimmt. Ein Jahr später wird er in Zusammenhang mit Altenthann erwähnt und nennt sich später  der Lichtenberger von Altenthann. Ein Erich von Liechtenberg bürgt auf Seiten der bayerischen Herzöge 1314 bei dem Friedensschluss zwischen den Herzögen von Bayern und Österreich, der von Bischof Nikolaus von Ybbs ausgehandelt wurde.
Der Stammsitz der Familie verblieb aber im Wittelsbachischen Einflussgebiet, wie die Erwähnung des Liehtenberg  castrum im Urbar des Viztumamtes Lengenfeld von 1326 belegt. Dabei wird sogar ausgesagt, dass die Burg Lichtenberg im Eigentum der Lichtenberger stehe (Lichtenbergeri habent).
Ab 1334 wird ein Hector von Lichtenberg in den Quellen genannt. Dieser hat eine Reihe von Verkäufen an die Klöster Pielenhofen, Oberaltaich und Prüfening getätigt. Nach 1348 nennt sich dieser Hektor Liehtenperger von Lichtenwald. Mit dieser Verlagerung ihres Adelssitzes auf die Burg Oberlichtenwald haben die Lichtenberger die alte Burg aufgegeben. Aber auch auf der Burg Oberlichtenwald blieben die Lichtenberger nicht lange, 1365 erfolgte der Verkauf von Veste und Dorf Lichtenwald an Peter der Chamerauer. Ein letzter Lichtenberger trat 1399 als Bürge in einer Urkunde für Albrecht, Landgraf von Leuchtenberg, auf. Im 15. Jahrhundert scheint diese einst weitverzweigte Familie dann ausgestorben zu sein.
Nachfolger auf Lichtenberg wurden Regensburger Patrizierfamilien. Bereits 1358 benennt sich der Regensburger Bürger Erhart der Igel von Liechtenberch. 1372 verkaufte dieser Erhart der Lauterbekch die Burg an Hans den Steynacher zu dem Adelstein, ebenfalls späterer Bürgermeister von Regensburg.
Nach Apian stand hier um 1568 keine Burg mehr, sondern ein templum, also der Vorgängerbau der Kapelle Sankt Johannes Baptist.

## Beschreibung

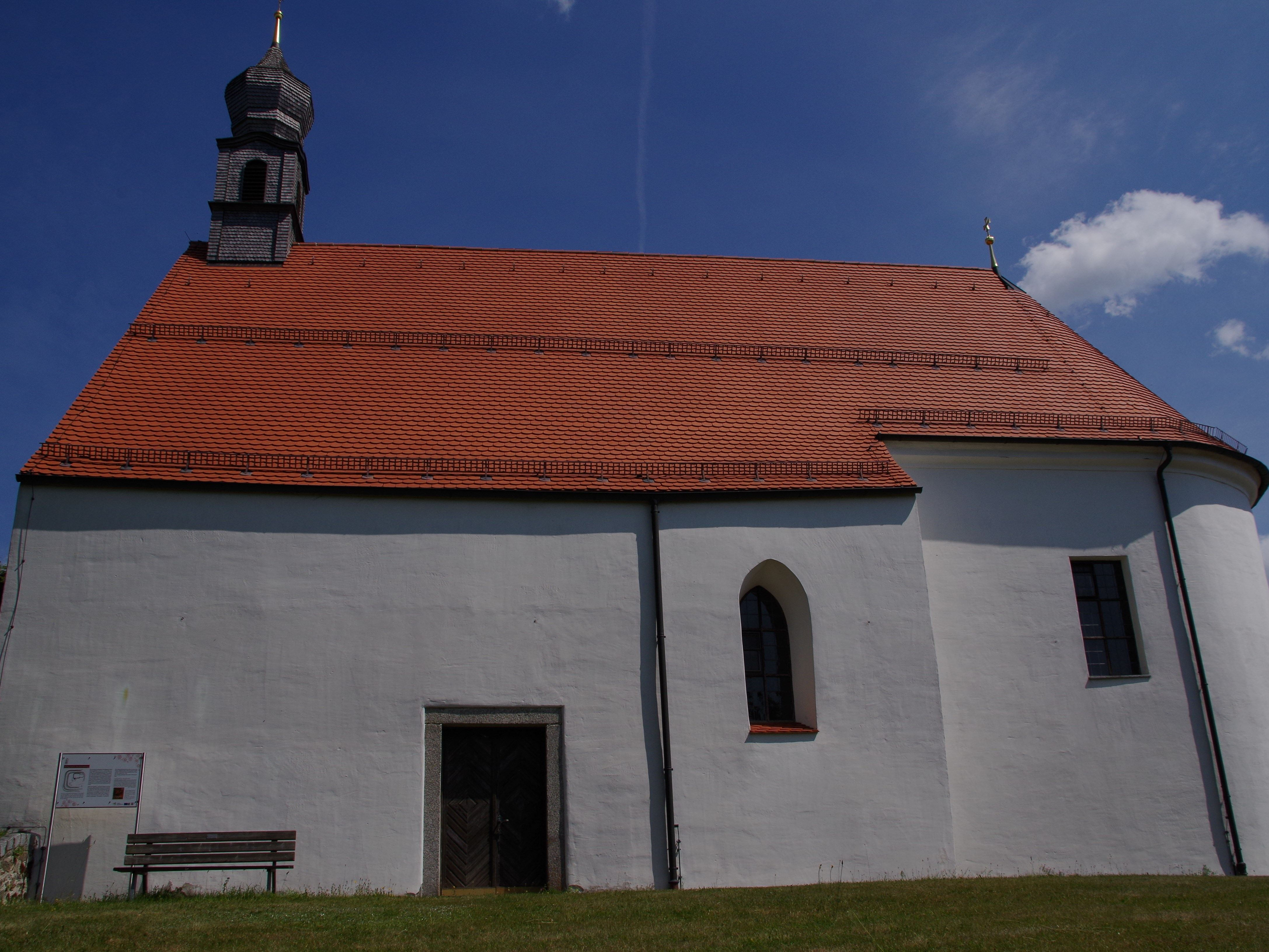
Filialkirche St. Johannes d. Täufer in Lichtenberg

Die viereckige Grabenanlage der Burg liegt auf einer Bergkuppe. Ein etwa 3 m tiefer und 10 m breiter Graben umschließt mit einem 2 m hohen Außenwall an drei Seiten die Burgfläche; teilweise ist der Graben verfüllt und auch überbaut. Die Burgfläche beträgt ca. 35 × 30 m.
Heute steht an der Burgstelle die Burgkapelle Sankt Johannes Baptist aus dem 17. Jahrhundert mit einem gotischen Kirchenschiff und einem 1734 errichteten Chor. Diese könnte im Kern auf den früheren Palas der Burg zurückgehen. Die früher noch bezeugten Reste eines Bergfrieds sind bis auf einzelne vertragene Steine verschwunden. Der zur Burg gehörende Hof wurde 1730 neu erbaut. Eine Informationstafel weist auf den Burgstall, heute ein Bodendenkmal, hin.